# Attigny (Ardennes)
Attigny település Franciaországban, Ardennes megyében. Lakosainak száma 1106 fő (2022. január 1.). Attigny Charbogne, Chuffilly-Roche, Givry, Rilly-sur-Aisne, Saint-Lambert-et-Mont-de-Jeux, Sainte-Vaubourg, Vaux-Champagne és Voncq községekkel határos.

## Népesség
A település népességének változása:
| Lakosok száma | 1536 | 1265 | 1216 | 1184 | 1202 | 1148 | 1128 | 1119 | 1112 | 1106 |
|               | 1968 | 1982 | 1990 | 2006 | 2013 | 2015 | 2017 | 2019 | 2020 | 2022 |